# Jorge Torres Nilo
Jorge Torres Nilo   (Tijuana, 16 de gener de 1988) és un exfutbolista mexicà. Va formar part de l'equip mexicà a la Copa del Món de 2010.